# Анри Перюшо
Анри Перюшо (на френски: Henri Perruchot) е френски литературен и художествен критик, редактор и писател на биографични романи за художниците импресионисти и постимпресионисти.

## Биография и творчество
Анри Перюшо е роден на 27 януари 1917 г. в Монсо ле Мин, департамент Сон е Лоар, на регион Бургундия, Франция. Отраства в Марсилия. Учи в Марсилия и Екс ан Прованс и завършва с бакалавърска степен по история на литературата и английски език. Става преподавател, но това не го влече и той се преселва през 1945 г. в Париж. Работи като редактор и пише монографии за изкуството. По-късно основава и редактира списанието за изкуство и дизайн „Градините на изкуствата“. Член е на Дружеството на писателите.
Първата му книга „Maître d'Homme“ е публикувана през през 1946 г.
Става известен с детайлните си биографии на художниците импресионисти. През 1961 г. Френската академия го удостоява с награда за „Животът на Мане“, а през 1962 г. със същата награда за „Животът на Гоген“. През 1963 г. получава Голямата награда на Френската академия за цялостното си творчество.
В началото на 1967 г., заедно с Франсоа Митеран, е един от основателите на Академията на Морван.
Анри Перюшо умира на 17 февруари 1967 г. в Париж.

## Произведения
- Maître d'Homme (1946)
- Patrice (1947)
- Port-Royal (1947)
- Gauguin (1948)
- Les Grotesques (1948)
- Introduction à l'Epiphanisme (1949)
- Nous voulons sauver l'homme (1949)
- La vie de Van Gogh (1955)
Животът на Ван Гог, изд.: Български художник, София (1973, 1982), прев. Никола Георгиев
- La Haine des masques (1955)
- La vie de Cézanne (1956)
Животът на Сезан, изд.: Български художник, София (1966, 1980), прев. Борис Нацов
- La vie de Douanier-Rousseau (1957)
- Vingt siècles de vie montargoise (1957)
- La vie de Toulouse Lautrec (1958)
Животът на Тулуз-Лотрек, изд.: Български художник, София (1972, 1982), прев. Никола Георгиев
- La France et sa jeunesse (1958)
- Gauguin à Tahiti (1958)
- La vie de Manet (1959)
Животът на Мане, изд.: Български художник, София (1970, 1981), прев. Никола Георгиев
- La vie de Montherlant (1959) – сборник
- Montefeltro Duc d'Urbin (1960) – сборник
- La vie de Gauguin (1961)
Животът на Гоген, изд.: Български художник, София (1971, 1981), прев. Никола Георгиев
- Dix grands peintres (1961)
- L'Art moderne à travers le monde (1963)
- La vie de Rodin (1964)
- La vie de Renoir (1964)
Животът на Реноар, изд.: Български художник, София (1969, 1980), прев. Елена Матушева-Попова, Мариана Маркова
- La vie de Seurat (1966)
Животът на Сьора, изд.: Български художник, София (1977, 1983), прев. Никола Георгиев